# Pachanga
Pachanga (spanska) är en blandstil baserad på flera sorters karibisk musik, inklusive cha-cha-cha och merengue. Musikstilen utvecklades under 1950-talet och har senare kommit att inspirera till salsa. Under senare år har den ofta kombinerats med poparrangemang.

## Historik

### Bakgrund och karaktär
Musikstilen fick sin karaktär på Kuba under 1950-talet, och var viktig för den vidare utvecklingen av karibisk musik. Inledningsvis tog den sin inspiration från kubansk musik som danzón och charanga. Den senare hade spelats på Kuba och omgivande öar sedan slutet av 1700-talet, som en blandning av fransk contradanza och olika afro-karibiska musik- och dansstilar. Pachanga tog delar av instrumentationen från charanga, inklusive färre blåsinstrument och mer flöjter och violin än normalt inom karibisk musik.
Musiken var under sina tidiga år snarlik stilen i cha-cha-cha. Musiken exporterades via 1950-talets utvandrare till USA, där den fick en popularitetsvåg åren runt 1960.
Senare har salsa uppkommit, som en senare utveckling av pachanga. I jämförelse med salsa har pachanga normalt en hårdare och mer jazzinfluerade ton, ofta med extra taktslag. I likhet med många andra latinamerikanska musikstilar är grupperna aktiva inom musikstilen ofta större ensembler med cirka 6–10 musiker. Dansen till pachangamusik liknar ofta den hos salsa, med ett flertal övergångsformer.

### Senare utveckling
En viktig grupp för senare års vidareutveckling och fortsatta popularitet för pachanga var Mano Negra, vars första album 1988 hade titeln Patchanka. Efter gruppens upplösning har Manu Chao som soloartist fortsatt i samma fotspår.
I Spanien har musikstilen spridits vidare inte minst på östkusten, i det katalanskspråkiga området, av grupper som Obrint Pas, Txarango och La Pegatina. Här har musiken ofta kombinerats med den lokala varianten av rumba och ibland (som i fallet med Obrint Pas) med ren rock. Populariteten hos dessa grupper, som under 2010-talet tidvis dominerade scenerna på de regionala musikfestivalerna, ledde till myntandet av begreppet "generació Patxanga 3.0" ('generation Pachanga 3.0'); då ses 1950- och 1960-talets pachanga som den första generationen, och fusionsmusiken kring Mano Negra som generation 2.